# نازنین واثق پناه
نازنین واثق پناه (متولد ۲۹ مه 1988 در رشت) یک بازیکن فوتبال سوئدی است که در ۲ سالگی از ایران به سوئد مهاجرت کرده‌است. وی که اصالتاً اهل خانواده ای شمالی است، هم‌اکنون در تیم فوتبال هامیک سوئد مشغول به بازی است.او سال2019برترین بازیکن زن فوتسال سوئد شده است.